# Distretto di Sakarçäge
Il distretto di Sakarçäge è un distretto del Turkmenistan situato nella provincia di Mary. Ha per capoluogo la città di Sakarçäge.